# Carmen Sings Monk
Carmen Sings Monk — студийный альбом американской певицы Кармен Макрей, выпущенный в 1990 году на лейбле Novus Records. Альбом посвящён исключительно песням, написанным Телониусом Монком. Это была одна из последних записей, выпущенных при её жизни.
Макрей аккомпанировал Клиффорд Джордан на сопрано- и тенор-саксофоне, а также ритм-секция с пианистом Эриком Ганнисоном, басистом Джорджем Мразом и Элом Фостером на барабанах. Две песни, а именно «Get It Straight» и «Suddenly» («In Walked Bud»), были записаны ранее в том же году вживую в концертном зале Great American Music Hall в Сан-Франциско с тенор-саксофонистом Чарли Раузом, который дольше всех играл с Монком.
Половина текстов на альбоме была написана Джоном Хендриксом, остальные написали Эбби Линкольн, Берни Ханиген, Салли Свишер или Майк Ферро.
Макрей была номинирована на 33-й ежегодной премии «Грэмми» за лучшее джазовое вокальное исполнение среди женщин за запись данной пластинки.

## Отзывы критиков
| Оценки критиков                            | Оценки критиков |
| Источник                                   | Оценка          |
| ------------------------------------------ | --------------- |
| AllMusic                                   | [ 4 ]           |
| Encyclopedia of Popular Music              | [ 5 ]           |
| The Penguin Guide to Jazz                  | [ 6 ]           |
| The Rolling Stone Jazz & Blues Album Guide | [ 7 ]           |
| Роберт Кристгау                            | A−              |

Рецензент AllMusic Скотт Яноу в своём обзоре пишет: «Фразировка Макрей редко звучала лучше, чем на этом классическом сете, и особенно приятно слышать, как она интерпретирует интеллектуальные тексты и необычные мелодии. „Dear Ruby“ („Ruby, My Dear“) и „Listen to Monk“ („Rhythm-A-Ning“) являются одними из самых ярких моментов этого важного и очень восхитительного диска. Вдохновенная идея и одна из лучших записей в карьере Кармен Макрей».
В журнале Billboard отметили: «Вокалистка-ветеран воплощает прекрасную концепцию в этом сочно озвученном трибьюте. В то время как инструменталисты смягчают угловатость композиций Монка, прочтение Макрей текстов Джона Хендрикса и других авторов никогда не сбивается с ритма, а солисты-теноры Клиффорд Джордан и покойный приятель Монка Чарли Рауз разжигают огонь».
Крис Альбертсон из Stereo Review заяивл: «Нужна такая певица, как Кармен Макрей, чтобы сочетать тексты песен с бессловесной музыкой Телониуса Монка. Только певец, обладающий интеллектуальным пониманием музыки Монка, может по-настоящему оценить её причуды, закоулки и трещинки, которые придают ей его личный отпечаток».
Том Мун включил данный альбом с своей справочник «1000 произведений, с которыми стоит ознакомиться, прежде чем вы умрёте». В рецензии он отмечает, что «Музыка, написанная джазовым пианистом Телониусом Монком, на самом деле не для вокалистов, хотя и обладают открытым, певучим качеством, её неровные скачки и неправдоподобные контуры неприятны певцам, привыкшим к плавным, безмятежным линиям. Монк написал сложную, архитектурную музыку, требующую столь многого в исполнении, что певцу не просто нужно взять нужные ноты, не говоря уже о том, чтобы удачно их приукрасить». Но, по мнению Муна, «Ничто из этого не остановило Кармен Макрей» и «она выступила с самым захватывающим вокальным трибьютом Монку за всю историю, исполнением, благодаря которому эти сложные произведения звучат как лёгкая прогулка по парку».

## Список композиций
Вся музыка написана Телониусом Монком; указаны только авторы текстов. Из-за ограничений авторских прав названия песен были изменены (за исключением «’Round Midnight»). Оригинальные названия Монка указаны после названий треков в скобках.
1. «Get It Straight» («Straight, No Chaser») (Салли Свишер) — 3:58
2. «Dear Ruby» («Ruby, My Dear») (Салли Свишер) — 6:01
3. «It’s Over Now» («Well, You Needn’t») (Майк Ферро) — 5:28
4. «Monkery’s the Blues» («Blue Monk») (Эбби Линкольн) — 4:56
5. «You Know Who» («I Mean You») (Коулмен Хокинс, Джон Хендрикс) — 3:31
6. «Little Butterfly» («Pannonica») (Джон Хендрикс) — 5:15
7. «Listen to Monk» («Rhythm-a-Ning») (Джон Хендрикс) — 3:05
8. «How I Wish» («Ask Me Now») (Джон Хендрикс) — 4:56
9. «Man, That Was a Dream» («Monk’s Dream») (Джон Хендрикс) — 2:55
10. «’Round Midnight» (Телониус Монк, Кути Уильямс, Берни Хэниген) — 6:32
11. «Still We Dream» («Ugly Beauty») (Майк Ферро) — 3:27
12. «Suddenly» («In Walked Bud») (Джон Хендрикс) — 3:41
13. «Looking Back» («Reflections») (Джон Хендрикс) — 5:35

Треки из оригинального компакт-диска, но не изданные на виниле и кассете
1. «Suddenly» — 3:13
2. «Get It Straight» — 3:26

Бонус-треки переиздания 2001 года
1. «'Round Midnight» (Alternate Version) — 7:11
2. «Listen to Monk» (Alternate Take) — 2:59
3. «Man, That Was a Dream» (Alternate Take) — 3:23

## Участники записи
- Кармен Макрей — вокал

Студийная запись
- Клиффорд Джордан[англ.] — сопрано-саксофон, тенор-саксофон
- Эрик Ганнисон — фортепиано
- Джорджем Мразом[англ.] — контрабас
- Эл Фостер — барабаны

Концерт в Great American Music Hall (треки 1 и 12)
- Чарли Рауз[англ.] — тенор-саксофон
- Ларри Уиллис[англ.] — фортепиано
- Джордж Мраз — контрабас
- Эл Фостер — барабаны

## Чарты
| Чарт (1990)                           | Высшая позиция |
| ------------------------------------- | -------------- |
| США (Billboard Top Jazz Albums)       | 5              |
| США (Cashbox Traditional Jazz Albums) | 6              |